# Čódžun Mijagi
Čódžun Mijagi (japonsky 宮城 長順; * 25. dubna 1888 Naha, Japonsko – 8. října 1953 Okinawa, Japonsko) byl okinawský mistr karate, zakladatel školy gódžú-rjú. V dětství začal studovat místní bojové umění naha-te. Studoval u mistra Kanrjó Higaonny. V roce 1915, před smrtí mistra Higaonny, odjel Mijagi do čínské provincie Fu-ťien, kde navštívil hrob Higaonnova učitele (kterým byl údajně mistr fuťienského bílého jeřába, Higaonnou nazývaný Rjú-rjú Ko). Po smrti Higaonny navštívil Mijagi Fu-ťien ještě jednou a studoval místní bojová umění. Následně vytvořil spojením toho, co se naučil na Okinawě a ve Fu-ťienu, školu karate, kterou v roce 1929 nazval gódžú-rjú („tvrdý měkký styl“). Zemřel v roce 1953 na infarkt.